# Sebastapistes coniorta
Sebastapistes coniorta és una espècie de peix pertanyent a la família dels escorpènids.

## Descripció
- Fa 10 cm de llargària màxima (normalment, en fa 7,5).
- Cos i aletes amb taques fosques disperses i petites, llevat de la porció espinosa de l'aleta dorsal.[6][7][8][9]

## Alimentació
Menja principalment crancs i gambes.

## Hàbitat
És un peix marí, associat als esculls de corall i de clima tropical que viu entre 1-25 m de fondària.

## Distribució geogràfica
Es troba al Pacífic oriental central: les illes Hawaii i l'atol Johnston.

## Costums
És bentònic.

## Observacions
És inofensiu per als humans.